# Küçüksarıkayalar, Bahşılı
Küçüksarıkayalar là một xã thuộc huyện Bahşılı, tỉnh Kırıkkale, Thổ Nhĩ Kỳ. Dân số thời điểm năm 2010 là 45 người.